# Zinzane Futebol Clube SAF
O Zinzane Futebol Clube SAF, mais conhecido como Zinza, é um clube do futebol brasileiro da cidade do Rio de Janeiro, no estado homônimo. O Zinza, foi fundado pelo empresário do Renato Villarinho, que também foi fundador da empresa de moda feminina Zinzane. O clube também é um dos poucos do estado à se tornar SAF.

## História
O Zinzane é um clube-empresa, que foi fundado em 2022 pelo empresário Renato Villarinho, que se inspirando em renomados clubes que tiveram grande ascensão com o modelo SAF, como o Red Bull Bragantino que foi adquirido pela empresa de energéticos Red Bull.
O Zinzane, em sua fundação, contou com nomes reconhecidos no futebol nacional para ocupar cargos no clube, como José Carlos Brunoro e René Simões, que trabalharam no projeto de futebol e como coordenador do clube, respectivamente.

### Profissionalização
A profissionalização da equipe veio em 2023, quando disputou o Carioca - Série C, equivalente à quinta divisão do estado.
Na primeira fase, o Zinzane teve um ótimo desempenho, terminando então na primeira colocação, vencendo sete partidas em onze jogos disputados. Na segunda fase, eliminou Itaboraí Profute e o CAAC Brasil, conseguindo o acesso à Série B2.
Na final, o Zinzane enfrentou o tradicional São Cristóvão, onde venceu as duas partidas, sagrando-se campeão da primeira competição profissional que participou.

### Carioca - Série B2
Com um regulamento que permite a equipe promovida disputar o campeonato no mesmo ano, o Zinza fez sua estreia na B2 no segundo semestre de 2023.
Na Série B2 a equipe encerrou a primeira fase na quarta colocação. Na segunda fase, o Zinzane enfrentou o líder Belford Roxo, onde foi goleado por 5–0, dando adeus ao segundo acesso em 2023.

## Estatísticas

### Participações
|  | Participações em 2025 |

| Competição     | Competição | Temporadas | Melhor campanha    | Estreia | Última | P | R |
| Rio de Janeiro | Série B2   | 3          | 4º colocado (2023) | 2023    | 2025   | – | – |
| Rio de Janeiro | Série C    | 1          | Campeão (2023)     | 2023    | 2023   | 1 |   |
| Rio de Janeiro | Copa Rio   | 1          | Semifinal (2024)   | 2024    | 2024   |   |   |

### Títulos
| ESTADUAIS  | ESTADUAIS                    | ESTADUAIS | ESTADUAIS  |
| Competição | Competição                   | Títulos   | Temporadas |
| ---------- | ---------------------------- | --------- | ---------- |
|            | Campeonato Carioca - Série C | 1         | 2023       |